# Stolberg
Stolberg es una ciudad en Renania del Norte-Westfalia, Alemania. Tiene una larga historia como una localidad industrial y pertenece al distrito de Aquisgrán. Posee además, el Tribunal de Primera Instancia del distrito de Eschweiler.
La ciudad tiene su origen en los antiguos asentamientos que se hicieron alrededor del castillo de Stolberg, del que toma su nombre y que es símbolo de la ciudad. Desde el año 2012 su otro nombre oficial es también Kupferstadt (ciudad del cobre).

## Geografía
Stolberg se encuentra a unos 5 km al este de Aquisgrán en un valle al margen del Eifel, que comienza al este con Hürtgenwald y al Sur en el municipio de Monschau. 
Stolberg limita al norte con la ciudad de Eschweiler. 

### Barrios
El núcleo de Stolberg se divide en  Bajo Stolberg (“Unterstolberg”) y Alto Stolberg (“Oberstolberg”), que incluye la mayoría del casco histórico. Los barrios de Stolberg son Atsch, Büsbach, Donnerberg, Münsterbusch y los antiguos municipios de Breinig, Dorff, Gressenich, Mausbach, Schevenhütte, Venwegen, Vicht, Werth y Zweifall que han sido incorporados a Stolberg.

### Clima
Stolberg Rheiland tiene un clima Oceánico, con vientos húmedos del Mar del Norte. Llueve en todas las estaciones del año. Los inviernos son fríos y los veranos frescos, con una temperatura media anual de 9 °C.
| Parámetros climáticos promedio de Stolberg (Rheinland) | Parámetros climáticos promedio de Stolberg (Rheinland) | Parámetros climáticos promedio de Stolberg (Rheinland) | Parámetros climáticos promedio de Stolberg (Rheinland) | Parámetros climáticos promedio de Stolberg (Rheinland) | Parámetros climáticos promedio de Stolberg (Rheinland) | Parámetros climáticos promedio de Stolberg (Rheinland) | Parámetros climáticos promedio de Stolberg (Rheinland) | Parámetros climáticos promedio de Stolberg (Rheinland) | Parámetros climáticos promedio de Stolberg (Rheinland) | Parámetros climáticos promedio de Stolberg (Rheinland) | Parámetros climáticos promedio de Stolberg (Rheinland) | Parámetros climáticos promedio de Stolberg (Rheinland) | Parámetros climáticos promedio de Stolberg (Rheinland) |
| Mes                                                    | Ene.                                                   | Feb.                                                   | Mar.                                                   | Abr.                                                   | May.                                                   | Jun.                                                   | Jul.                                                   | Ago.                                                   | Sep.                                                   | Oct.                                                   | Nov.                                                   | Dic.                                                   | Anual                                                  |
| ------------------------------------------------------ | ------------------------------------------------------ | ------------------------------------------------------ | ------------------------------------------------------ | ------------------------------------------------------ | ------------------------------------------------------ | ------------------------------------------------------ | ------------------------------------------------------ | ------------------------------------------------------ | ------------------------------------------------------ | ------------------------------------------------------ | ------------------------------------------------------ | ------------------------------------------------------ | ------------------------------------------------------ |
| Temp. máx. media (°C)                                  | 6.0                                                    | 7.0                                                    | 10.0                                                   | 14.0                                                   | 19.0                                                   | 21.0                                                   | 23.0                                                   | 23.0                                                   | 19.0                                                   | 15.0                                                   | 9.0                                                    | 6.0                                                    | 14.3                                                   |
| Temp. mín. media (°C)                                  | 1.0                                                    | 1.0                                                    | 3.0                                                    | 5.0                                                    | 9.0                                                    | 11.0                                                   | 14.0                                                   | 13.0                                                   | 11.0                                                   | 7.0                                                    | 4.0                                                    | 1.0                                                    | 6.7                                                    |
| Precipitación total (mm)                               | 38.4                                                   | 31.9                                                   | 33.8                                                   | 28.2                                                   | 34.8                                                   | 41.5                                                   | 48.7                                                   | 44.7                                                   | 36.2                                                   | 38.8                                                   | 35.9                                                   | 45                                                     | 457.9                                                  |
| Fuente:                                                |                                                        |                                                        |                                                        |                                                        |                                                        |                                                        |                                                        |                                                        |                                                        |                                                        |                                                        |                                                        |                                                        |

## Historia

Stolberg en Aachen

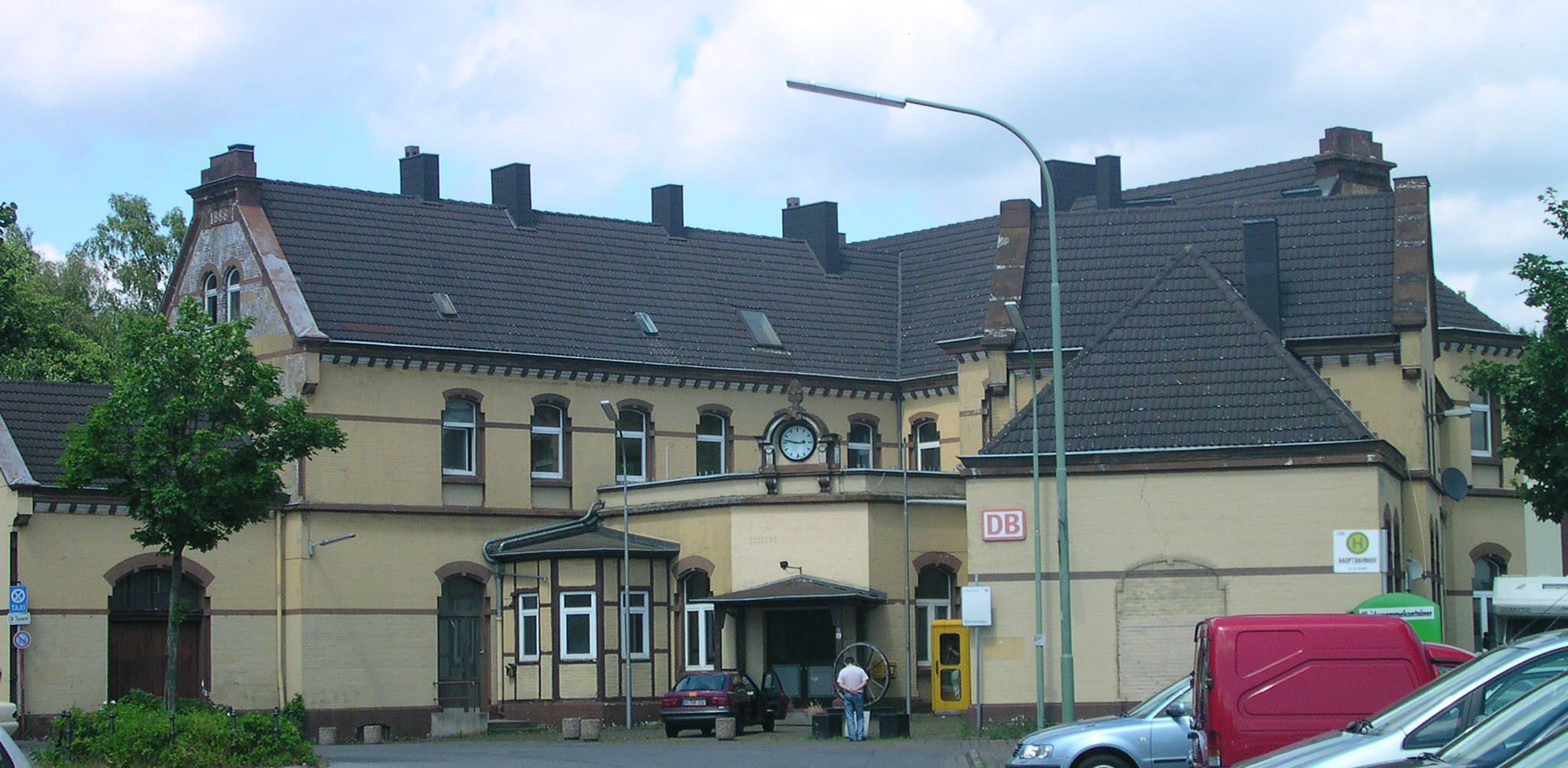
Estación de Ferrocarril.

Stolberg se menciona por primera vez en unos documentos del siglo XII. Se convirtió en un importante centro de producción de bronce, cuando los productores de cobre protestantes se radicaron en  Stolberg, procedentes de Aquisgrán alrededor del 1600 para escapar de la persecución religiosa y las restricciones económicas. En consecuencia, el alias de Stolberg, conocido antes como Die Kupferstadt (la ciudad del cobre) no indica una conexión léxica con Stolberg como derivado propio del cobre, pero sí deriva del término para describir al cobre amarillo, otra forma conocida para referirse al bronce. Los Kupferhöfe, que originalmente eran los lugares de producción de cobre y que posteriormente se convirtieron en la morada de los productores de bronce, reflejan la influencia que los productores de cobre tenía en Stolberg y en su economía. 
Stolberg fue perdiendo su interés en la producción de bronce, cuando comenzaron a descubrir yacimientos de zinc en estado puro, a mediados del siglo XIX. Muchos productores de bronce y cobre y de otros tipos de industrias se mudaron al lugar, especialmente las fábricas de cristal y la industria textil, o especializados en la producción en masa de artículos de mercería. 
Stolberg perteneció al Ducado de Jülich hasta 1794, cuando fue ocupada por Francia y se convirtió en parte de una subdivisión del país Cantón de Eschweiler en el departamento de Roer (o Rur). Después del Congreso de Viena, en 1815, Stolberg pasó a formar parte del Reino de Prusia.
Stolberg adquirió la triste fama en la década de 1960 como la residencia de los productores de Talidomida de la compañía farmacéutica Chemie Grünenthal. Debido a la industria pesada, ha habido dos enfermedades atribuidas a la ciudad de Stolberg: el ganado de Gressenich, muerto por el cadmio, y los niños de plomo de Stolberg. 
Stolberg tiene un importante historia de ultraderecha, por ejemplo, como la sede de Wiking-Jugend de 1967 a 1991 y como un lugar de actividades del Partido Nacionaldemócrata de Alemania. Aún quedan tres neonazis en el concejo municipal.

## Principales lugares de interés
Uno de los lugares más emblemáticos de la ciudad es un castillo que fue reconstruido a principios del siglo XX en el lugar de la fortaleza medieval de la antigua Stolberg. Otros edificios antiguos son los Kupferhöfe (hornos de cobre) y el casco antiguo en general. 
En la frontera oriental del territorio de Stolberg está el Embalse de Beck Wehw, que incluye un mirador.

## Actividades deportivas
Stolberg es el lugar de nacimiento de la bicicleta de carretera, y sede de la  UCI, el equipo Continental y el equipo de regiostrom-Senges. Además Stolberg posee varios equipos de fútbol, equipo de balonmano, gimnasia, natación, Clubs de tenis, y algunos clubes de tiro tradicional. 
Otros clubes deportivos incluyen el equipo de vuelo sin motor del  club Luftsportverein Stolberg, situado en el aeródromo de Diepenlinchen y el exitoso grupo de ciclismo artístico regional en el Club de RSC Münsterbusch.

## Personalidades procedentes de Stolberg
- Viktor Holtz, Profesor
- Karl Fred Dahmen, pintor.
- Heinz Bennent, actor
- LaFee, cantante

## Transporte
Aunque Stolberg carece de enlace directo a una autopista, es de fácil acceso a través de las ciudades vecinas de Aquisgrán y Eschweiler. Stolberg posee una estación principal ferroviaria en la línea hacia Aquisgrán y un servicio de tren expreso regional cada media hora. Varias estaciones más pequeñas en el centro de Stolberg están conectadas a Aquisgrán, Alsdorf, Eschweiler, y a los Países Bajos y a Heerlen y por la eurorregión de “Herzogenrath” con un tren regional más lento.

## Ciudades hermanas
- Faches-Thumesnil, Francia, desde 1989
- Valognes, Francia, desde 1990/1991
- Stolberg, Alemania, desde 1990

## Ciudades amigas
- Grado, Italia, desde 1968